# Laplace-Transformation
Die Laplace-Transformation, benannt nach Pierre-Simon Laplace, ist eine einseitige Integraltransformation, die eine gegebene Funktion {\displaystyle f} vom reellen Zeitbereich in eine Funktion {\displaystyle F} im komplexen Spektralbereich (Frequenzbereich; Bildbereich) überführt. Diese Funktion {\displaystyle F} wird Laplace-Transformierte oder Spektralfunktion genannt.
Die Laplace-Transformation hat Gemeinsamkeiten mit der Fourier-Transformation, vermeidet aber die dort auftretenden Konvergenzprobleme bei nicht absolut integrierbaren, aber praktisch wichtigen Signalen.
Sie ist auf kausale Signale mit kontinuierlichem Zeitbereich anwendbar und verwandt mit der Z-Transformation, einer entsprechenden Transformation für Signale mit diskretem Zeitbereich.

Vergleich der Z-Transformation und der Laplace-Transformation

## Allgemeines
Die Laplace-Transformation und deren Inversion sind Verfahren zur Lösung von Problemstellungen der mathematischen Physik und der theoretischen Elektrotechnik, welche mathematisch durch lineare Anfangs- und Randwertprobleme beschrieben werden. Die Laplace-Transformation gehört zur Klasse der Funktionaltransformationen, spezieller zu den Integraltransformationen, und ist eng verwandt mit der Fourier-Transformation. Die Motivation, die Fourier-Transformation weiter zur Laplace-Transformation zu entwickeln, liegt in der beschränkten Klasse von Funktionen, für welche im Rahmen der Fourier-Transformation das Fourier-Integral existiert.
Um die Konvergenz für einen größeren Umfang von Funktionen bei der Laplace-Transformation zu sichern, erweitert man die Integration des Fourier-Integrals um den Faktor {\displaystyle \mathrm {e} ^{-\sigma t},\sigma \in \mathbb {R} }, der für σ > 0 und {\displaystyle t\to \infty } gegen 0 geht und so für hinreichend große t die Konvergenz sicherstellt. Damit geht der Frequenzparameter der Fourier-Transformation {\displaystyle \mathrm {i} \omega } in den komplexen Frequenzparameter {\displaystyle s=\sigma +\mathrm {i} \omega } über. ({\displaystyle \mathrm {i} } ist die imaginäre Einheit mit {\displaystyle \mathrm {i} ^{2}=-1}. In der Elektrotechnik ist {\displaystyle \mathrm {j} } statt {\displaystyle \mathrm {i} } gebräuchlich, da dort {\displaystyle \mathrm {i} } für den elektrischen Wechselstrom steht.) Im Gegensatz zu der zweiseitigen Laplace-Transformation und auch der Fourier-Transformation ist die gewöhnliche, einseitige Laplace-Transformation nur für positive Werte von t ≥ 0 definiert. Diese Einschränkung ist deswegen zulässig, da im Rahmen der Systemtheorie und Anwendung im Bereich der Physik und Technik nur real existierende kausale Systeme eine Rolle spielen. Bei der theoretischen Untersuchung nichtkausaler Systeme ist die zweiseitige Laplace-Transformation nötig.
Die Laplace-Transformation bildet Originalfunktionen einer reellen Veränderlichen auf Bildfunktionen einer komplexen Veränderlichen ab. Bei Existenz der Laplace-Transformation entspricht die Differentiation und Integration im reellen Originalbereich einer einfachen algebraischen Operation im Bildbereich, was die praktische Bedeutung begründet. Bei vielen Anfangs- und Randwertproblemen spielt der Zeitbereich die Rolle des reellen Originalbereiches und der Frequenzbereich oder Spektralbereich diejenige des komplexen Bildbereiches.
Die Untersuchung der Bildfunktion liefert häufig wesentlich bessere physikalische Einblicke in das Verhalten linearer Systeme gegenüber Studien im Zeitbereich. Vor allem das Resonanzverhalten physikalischer Systeme kann im Frequenzbereich einfacher beschrieben werden. Aufgrund der besseren Konvergenz gegenüber der Fourier-Transformation können beispielsweise Übertragungsfunktionen auch dann noch analysiert werden, wenn sich ein lineares System instabil verhält.
Bei zeitdiskreten Systemen wird, um die Periodizität in der s-Ebene zu vermeiden (diese ist bedingt durch die zeitlich diskreten Abtastwerte im Rahmen der diskreten Laplace-Transformation) eine konforme, nichtlineare Abbildung auf die sogenannte z-Ebene durchgeführt, was zu der Z-Transformation führt.

## Geschichte
Die ersten Hinweise auf die Idee der Laplace-Transformation finden sich bereits in den Arbeiten des Basler Mathematikers und Physikers Leonhard Euler (1707–1783, Institutiones calculi integralis, vol. 2, 1768). Benannt wird die Laplace-Transformation nach dem französischen Mathematiker und Astronomen Pierre-Simon Laplace (1749–1827), der die Transformation 1782 im Rahmen von Wahrscheinlichkeitsstudien einführte. Tatsächlich war der ungarndeutsche Mathematiker Josef Maximilian Petzval (1807–1891) der erste, der sie systematisch untersuchte, wohingegen Laplace sie nur zur Lösung seiner Probleme anwandte. Jedoch fand das Werk von Petzval keine Beachtung, unter anderem, weil ihn einer seiner Studenten zu Unrecht des Plagiats an Laplace bezichtigt hatte.
Ungefähr hundert Jahre später wandte der britische Elektroingenieur und Physiker Oliver Heaviside (1850–1925) die von ihm durch Probieren gefundene Operatorenrechnung zur Lösung von Differentialgleichungen in der theoretischen Elektrotechnik an. Der deutsche Mathematiker Gustav Doetsch (1892–1977) ersetzte diese durch die Laplace-Transformation, erarbeitete deren mathematische Grundlagen und führte die Laplace-Transformation einer breiten Anwendung zur Lösung vieler Problemstellungen der mathematischen Physik und der theoretischen Elektrotechnik zu, welche durch lineare Anfangs- und Randwertprobleme beschrieben werden. Mindestens seit Anfang der 60er-Jahre des 20. Jahrhunderts finden sich Theorie und Anwendung der Laplace-Transformation in Lehrbüchern und Lehrplänen der theoretischen Elektrotechnik und vor allem in Büchern über gewöhnliche und partielle Differentialgleichungen.
Eine rein algebraische Begründung und Erweiterung der Operatorenrechnung von Heaviside führte der polnische Mathematiker Jan Mikusiński (1913–1987) durch, ohne die Laplace-Transformation zu benutzen. Diese Erweiterung erfasst auch Funktionen, die keine Laplace-Transformierte besitzen, und liefert beispielsweise eine einfache exakte Begründung für die Deltafunktion ohne Heranziehung von Distributionen.

## Definition
Sei {\displaystyle f\colon {[0,\infty [}\rightarrow \mathbb {C} } eine Funktion. Die Laplace-Transformation von {\displaystyle f(t)} ist durch
{\displaystyle F(s)={\mathcal {L}}\left\{f\right\}(s)=\int _{0}^{\infty }f(t)\mathrm {e} ^{-st}\,\mathrm {d} t,\qquad s\in \mathbb {C} }
definiert, insofern das Integral existiert. Es handelt sich um ein (uneigentliches) Parameterintegral mit dem Parameter {\displaystyle s}.
Die Exponentialfunktion {\displaystyle \mathrm {e} ^{-st}} ist der Kern der Laplace-Transformation. Die Funktion {\displaystyle F(s)} wird Laplace-Transformierte der Funktion {\displaystyle f(t)} genannt.

## Existenz
Eine Funktion {\displaystyle f\colon {[0,\,\infty [}\rightarrow \mathbb {C} } heißt von exponentieller Ordnung, wenn es positive Konstanten {\displaystyle C}, {\displaystyle s_{0}} und eine Stelle {\displaystyle T} mit {\displaystyle T>0} gibt, so dass
{\displaystyle |f(t)|\leq C\mathrm {e} ^{s_{0}t}}     für     {\displaystyle t>T}
gilt. Manchmal wird auch die strengere Bedingung {\displaystyle t>0} statt {\displaystyle t>T} benutzt.
Wenn {\displaystyle f} von exponentieller Ordnung ist und damit die Größen {\displaystyle C}, {\displaystyle s_{0}}, {\displaystyle T} aus obiger Gleichung gegeben sind, und wenn zusätzlich
{\displaystyle \int _{0}^{T}|f(t)|\,\mathrm {d} t<\infty }
gilt, so existiert in der Halbebene {\displaystyle \operatorname {Re} (s)>s_{0}} das Laplace-Integral {\displaystyle {\mathcal {L}}\{f\}(s)}.
Die Bedingung {\displaystyle \textstyle \int _{0}^{T}|f(t)|\,\mathrm {d} t<\infty } ist bereits erfüllt, wenn die Funktion {\displaystyle f} in {\displaystyle [0,\,\infty [} stückweise stetig ist.
Beispiele für Funktionen, deren Laplace-Integral existiert, sind in den Korrespondenztabellen weiter unten aufgelistet.
Die genannten Bedingungen sind nur hinreichend für die Existenz des Laplace-Integrals. Wenn sie nicht erfüllt werden, muss man weitere Untersuchungen anstellen.
Einige Beispiele:
- Die Funktion {\displaystyle {\tfrac {1}{t}}} ist zwar von exponentieller Ordnung (man setze {\displaystyle C=1}, {\displaystyle T=1}, {\displaystyle s_{0}=1}). Das Integral in (2) ist für jedes {\displaystyle T} jedoch divergent. Diese Funktion besitzt in der Tat keine Laplace-Transformierte.
- Die Funktion {\displaystyle \mathrm {e} ^{t^{2}}} ist zwar stückweise stetig (sogar stetig), aber nicht von exponentieller Ordnung. Diese Funktion besitzt ebenfalls keine Laplace-Transformierte.
- Die Funktion {\displaystyle {\tfrac {1}{\sqrt {t}}}} ist von exponentieller Ordnung (setze {\displaystyle C=1}, {\displaystyle T=1}, {\displaystyle s_{0}=1}), zudem existiert das Integral {\displaystyle \textstyle \int _{0}^{T}|f(t)|\,\mathrm {d} t} (mit dem Wert {\displaystyle 2{\sqrt {T}}}). Das Laplace-Integral existiert und ist gleich {\displaystyle \textstyle {\sqrt {\tfrac {\pi }{s}}}}.

## Laplace-Rücktransformation
Zur Laplace-Transformation gibt es auch eine Rücktransformation, also einen Operator der zu einer gegebenen Spektralfunktion {\displaystyle F(s)} die entsprechende Zeitfunktion {\displaystyle f(t)} zuordnet. Dieser Integraloperator wird auch Bromwich-Integral genannt und ist nach dem Mathematiker und Physiker Thomas John I’Anson Bromwich benannt.

### Aussage
Die Zeitfunktion {\displaystyle f} kann durch die Umkehrformel
{\displaystyle {\mathcal {L}}^{-1}\left\{F\right\}(t)={\frac {1}{2\pi \mathrm {i} }}\int _{\gamma -\mathrm {i} \infty }^{\gamma +\mathrm {i} \infty }\mathrm {e} ^{st}F(s)\,\mathrm {d} s={\begin{cases}f(t)&{\text{für }}t\geq 0\\0&{\text{für }}t<0\end{cases}}\qquad {\text{mit }}\gamma >s_{0},}
aus der Spektralfunktion {\displaystyle F} bestimmt werden, dabei ist {\displaystyle s_{0}} der größte Realteil einer Singularität von {\displaystyle F}.

### Beispiel
Bekannte Rücktransformationen sind in der Literatur in Korrespondenztabellen zusammengefasst. In der Praxis muss daher die Spektralfunktion meist nur auf diese tabellierten Fälle zurückgeführt werden, z. B. durch Partialbruchzerlegung.
Als Beispiel sei die Rücktransformation gebrochen rationaler Funktionen betrachtet: Für die Spektralfunktion
{\displaystyle F(s)=\sum _{k=1}^{n}{\frac {\alpha _{k}}{s-s_{k}}}}
lässt sich mit der (tabellierten, hier exemplarisch berechneten) Korrespondenz
{\displaystyle {\mathcal {L}}\{\mathrm {e} ^{at}\}=\int _{0}^{\infty }\mathrm {e} ^{at}\ \mathrm {e} ^{-st}\,\mathrm {d} t=\left.-{\frac {\mathrm {e} ^{-(s-a)t}}{s-a}}\right|_{0}^{\infty }={\frac {1}{s-a}}}
die Rücktransformierte direkt angeben als
{\displaystyle f(t)=\sum _{k=1}^{n}\alpha _{k}\mathrm {e} ^{s_{k}t}}
Im Fall komplex konjugierter Pole sind Vereinfachungen von {\displaystyle f(t)} durch Anwendung trigonometrischer Identitäten möglich.

## Wichtige Anwendungen
Allgemein bietet sich die Laplace-Transformation zur Lösung von linearen Differentialgleichungen bzw. Differentialgleichungssystemen mit konstanten Koeffizienten an. Der Vorteil ist hierbei die Algebraisierung: Ableitungen im Bildbereich entstehen als Produkt aus Laplace-Transformierter der Originalfunktion und dem Laplace-Faktor {\displaystyle s}. Diese bewirkt, dass
- gewöhnliche Differentialgleichungen im Originalbereich auf algebraische Gleichungen im Bildbereich,
- partielle Differentialgleichungen mit {\displaystyle n} unabhängigen Variablen im Originalbereich auf partielle (bzw. gewöhnliche) Differentialgleichungen mit {\displaystyle n-1} unabhängigen Variablen im Bildbereich,
- und Integralgleichungen vom Faltungstyp im Originalbereich auf algebraische Gleichungen im Bildbereich

abgebildet werden. Die Lösungen der transformierten Probleme lassen sich im Bildbereich wesentlich einfacher erarbeiten als im Originalbereich. In Sonderfällen können auch lineare Differentialgleichungen mit Polynomkoeffizienten so gelöst werden.
Besonders effizient eignet sich die Laplace-Transformation dazu, Anfangswertprobleme zu lösen, da die Anfangswerte in die Bildgleichung eingehen. Man transformiert die Differentialgleichung in den Spektralbereich, löst die so erhaltene algebraische Gleichung und transformiert die Lösung in den Zeitbereich zurück. An dieser Stelle sei noch einmal darauf hingewiesen, dass das gewonnene Ergebnis ausschließlich Aussagen für den Zeitraum ab {\displaystyle t=0} liefert, da die Laplace-Transformierte durch die Integration ab {\displaystyle t=0} bestimmt wird.
Der Nachteil ist die im Allgemeinen meist komplizierte Rücktransformation.
In Maschinenbau und Elektrotechnik, speziell in der Regelungstechnik spielt die Laplace-Transformation vor allem aufgrund des Faltungssatzes eine große Rolle. Da das Verhalten des Systemausgangs sich im Spektralbereich als Produkt der Eingangsfunktion und einer dem System eigenen, von der jeweiligen Anregung unabhängigen Übertragungsfunktion darstellen lässt, lassen sich viele Systemeigenschaften durch Untersuchung der Übertragungsfunktion bestimmen (die man wiederum durch einfache Verknüpfungen elementarer Übertragungsfunktionen erhält), ohne eine explizite Lösung der System-Differentialgleichung, beispielsweise durch Rücktransformation, zu bestimmen. Elegant möglich ist dadurch beispielsweise die Stabilitätsanalyse linearer zeitinvarianter Systeme und Analyse des Schwingungsverhaltens (Dämpfung), der Schnelligkeit sowohl von Regelstrecken als auch von geschlossenen Regelkreisen. Da die Übertragungsfunktion im Laplace-Bereich für {\displaystyle s=j\omega } in eine Übertragungsfunktion im Fourier-Bereich übergeht, lassen sich zu guter Letzt auch graphische Darstellungen des Übertragungsverhaltens, sprich Amplituden- und Phasenfrequenzgänge (Bode-Diagramme) gewinnen.

## Eigenschaften

### Grenzwertsätze
{\displaystyle \lim _{s\to 0+}sF(s)=\lim _{t\to \infty }f(t)}
{\displaystyle \lim _{s\to \infty }sF(s)=\lim _{t\to 0+}f(t)}
Insbesondere strebt jede Laplace-Transformierte gegen {\displaystyle 0}, wenn {\displaystyle \operatorname {Re} s} gegen {\displaystyle +\infty } strebt.
Der erste Grenzwertsatz gilt nur, wenn {\displaystyle F(s)} außer einem einfachen Pol bei {\displaystyle s=0} keine weiteren Singularitäten in der Halbebene {\displaystyle \operatorname {Re} s\geq 0} besitzt.

### Eindeutigkeit
Wenn für zwei Zeitfunktionen {\displaystyle f(t)} und {\displaystyle g(t)} die Voraussetzungen gelten:
- {\displaystyle f(t)} und {\displaystyle g(t)} sind stückweise stetig
- {\displaystyle f(t)} und {\displaystyle g(t)} sind von exponentieller Ordnung für {\displaystyle t\to \infty }
- die Laplace-Transformierten {\displaystyle F(s)={\mathcal {L}}\{f(t)\}} und {\displaystyle G(s)={\mathcal {L}}\{g(t)\}} existieren
- {\displaystyle F(s)=G(s)} im Konvergenzbereich

dann ist {\displaystyle f(t)=g(t)} überall dort, wo {\displaystyle f} und {\displaystyle g} stetig sind.
Vergleiche: Eindeutigkeitssatz von Lerch

### Beziehung zur Fourier-Transformation
Die Laplace-Transformation ist eine ähnliche Integraltransformation wie die Fourier-Transformation. Setzt man {\displaystyle s=\mathrm {i} \omega } mit reellem {\displaystyle \omega \in \mathbb {R} }, so entsteht der Sonderfall
{\displaystyle {\mathcal {F}}_{\infty }(f)(\omega )={\mathcal {L}}(f)(\mathrm {i} \omega )=\int _{0}^{\infty }\mathrm {e} ^{-\mathrm {i} \omega t}f(t)\,\mathrm {d} t.}
Diese Integraltransformation wird manchmal auch einseitige Fourier-Transformation genannt.
Offensichtlich ist diese äquivalent zur Fourier-Transformation der Funktion
{\displaystyle {\tilde {f}}(t):={\begin{cases}f(t),&{\text{falls }}t\geq 0,\\0,&{\text{falls }}t<0,\end{cases}}}
wobei {\displaystyle {\tilde {f}}(t)} einem Signal {\displaystyle f(t)} entspricht, welches erst zur Zeit {\displaystyle t=0} eingeschaltet wird.

## Analytische Eigenschaften

### Analytizität
Die Laplace-Transformierte ist infolge der Existenz ihrer Ableitungen nach der komplexen Frequenz {\displaystyle s} im Bildbereich
{\displaystyle F^{(n)}(s)={\mathcal {L}}\{(-t)^{n}f(t)\}\qquad (n=1,2,3,\dots )}
im Innern der Konvergenzhalbebene beliebig oft komplex differenzierbar, das heißt analytisch (beziehungsweise regulär oder holomorph). Somit kann {\displaystyle F(s)} mit den Mitteln der Funktionentheorie untersucht werden. Die Funktion {\displaystyle F(s)} kann in die linke Halbebene analytisch fortsetzbar sein, aber nicht zwingend. Eine solche analytische Fortsetzung lässt sich dann aber nicht mehr als Laplace-Transformierte schreiben.

### Konjugierte Symmetrie
Eine weitere wichtige Eigenschaft der Laplace-Transformierten reeller Zeitfunktionen ist die konjugierte Symmetrie im komplexen Bildbereich
{\displaystyle F({\bar {s}})={\bar {F}}(s)}
oder separiert in Real- und Imaginärteil
{\displaystyle \operatorname {Re} (F({\bar {s}}))=\operatorname {Re} (F(s))}
{\displaystyle \operatorname {Im} (F({\bar {s}}))=-\operatorname {Im} (F(s))}
wobei der Überstrich die komplex konjugierte Größe kennzeichnet. Aufgrund dieser Eigenschaft genügt es, die Bildfunktion in der oberen Halbebene {\displaystyle \operatorname {Im} (s)\geq 0} zu studieren.

### Endliche Laplace-Transformation
Die Laplace-Transformation bildet eine endliche Zeitfunktion
{\displaystyle f(t)=0} für {\displaystyle {\begin{cases}t<0\\t>T\end{cases}}}
auf eine ganze Funktion ab. Dies bedeutet, dass die Bildfunktion
{\displaystyle F(s)=\int _{0}^{T}f(t)\mathrm {e} ^{-st}\,\mathrm {d} t}
in der ganzen komplexen Frequenzebene analytisch ist, also keine Singularitäten besitzt.

## Physikalische Dimension
Bei Anwendungen der Laplace-Transformation ist auch die Dimension der Laplace-Transformierten
{\displaystyle F(s)={\mathcal {L}}\left\{f(t)\right\}=\int _{0}^{\infty }\mathrm {e} ^{-st}f(t)\,\mathrm {d} t\qquad ({\textrm {mit:}}\quad s=\sigma +\mathrm {i} \omega ;\quad \sigma >0;\quad t\geq 0)}
von Interesse. Meist hat {\displaystyle t} die Dimension {\displaystyle \mathrm {Zeit} }, dann besitzt die komplexe Frequenz {\displaystyle s} die Dimension {\displaystyle \mathrm {Zeit} ^{-1}}. Der Ausdruck {\displaystyle \mathrm {e} ^{-st}} im Integranden ist somit dimensionslos. Durch die Integration über den Zeitbereich wird die Dimension der Zeitfunktion {\displaystyle f(t)} mit der Dimension des Zeitdifferentials {\displaystyle \mathrm {d} t} multipliziert:
{\displaystyle [F(s)]=[f(t)][t]=[f(t)]s}.
Beispielsweise besitzt die Laplace-Transformierte eines elektrischen Stroms {\displaystyle i(t)} (gemessen in Ampere)
{\displaystyle I(s)={\mathcal {L}}\left\{i(t)\right\}=\int _{0}^{\infty }\mathrm {e} ^{-st}i(t)\,\mathrm {d} t}
die Dimension einer Ladung As = C, also Coulomb.

## Korrespondenztabellen

### Allgemeine Eigenschaften
| Allgemeine Eigenschaft bzw. Operation | Originalfunktion {\displaystyle f(t)={\mathcal {L}}^{-1}\left\{F(s)\right\}}                                                                | Bildfunktion {\displaystyle F(s)={\mathcal {L}}\left\{f(t)\right\}} |
| --- | --- | --- |
| Linearität | {\displaystyle a_{1}f_{1}(t)+a_{2}f_{2}(t)\,}                                                                                               | {\displaystyle a_{1}F_{1}(s)+a_{2}F_{2}(s)\,} |
| Ähnlichkeitssatz | {\displaystyle f(at)\,} | {\displaystyle {\frac {1}{a}}F\left({\frac {s}{a}}\right)\qquad (a>0)\,} |
| Verschiebung im Originalbereich (bei einseitiger Transformation nur {\displaystyle a>0\,} oder {\displaystyle f(t)=0\,} {\displaystyle \forall \,} {\displaystyle t<a\,}) | {\displaystyle f(t-a)\,} | {\displaystyle \mathrm {e} ^{-as}F(s)\,} |
| Verschiebung im Bildbereich (Dämpfungssatz) | {\displaystyle \mathrm {e} ^{-at}\cdot f(t)\,}                                                                                              | {\displaystyle F(s+a)\qquad (a\in \mathbb {C} )\,} |
| Komplexe Konjugation | {\displaystyle f^{*}(t)\,} | {\displaystyle F^{*}(s^{*})\,} |
| Zeitspiegelung (bei einseitiger Transformation nicht anwendbar!) | {\displaystyle f(-t)\,} | {\displaystyle F(-s)\,} |
| Zeitdehnung ({\displaystyle T\neq 0}; bei einseitiger Transformation nur für {\displaystyle T>0})                                                                         | {\displaystyle f\left({\frac {t}{T}}\right)\,}                                                                                              | {\displaystyle \|T\|F(s\cdot T)\,} |
| Sinus-Multiplikation | {\displaystyle \sin(at)\cdot f(t)\,} | {\displaystyle {\frac {1}{2\mathrm {i} }}\cdot (F(s-\mathrm {i} a)-F(s+\mathrm {i} a))} |
| Cosinus-Multiplikation | {\displaystyle \cos(at)\cdot f(t)\,} | {\displaystyle {\frac {1}{2}}\cdot (F(s-\mathrm {i} a)+F(s+\mathrm {i} a))} |
| | {\displaystyle \sinh(at)\cdot f(t)\,} | {\displaystyle {\frac {1}{2}}\cdot (F(s-a)-F(s+a))} |
| | {\displaystyle \cosh(at)\cdot f(t)\,} | {\displaystyle {\frac {1}{2}}\cdot (F(s-a)+F(s+a))} |
| 1. Ableitung im Originalbereich | {\displaystyle f'(t)\,} | {\displaystyle sF(s)-f(0)\,} |
| 2. Ableitung im Originalbereich | {\displaystyle f''(t)\,} | {\displaystyle s^{2}F(s)-sf(0)-f'(0)\,} |
| {\displaystyle n^{te}} Ableitung im Originalbereich | {\displaystyle f^{(n)}(t)\,} | {\displaystyle s^{n}F(s)-\sum _{k=0}^{n-1}f^{(k)}(0)s^{n-k-1}\,} |
| 1. Ableitung im Bildbereich | {\displaystyle -tf(t)\,} | {\displaystyle F^{\prime }(s)\,} |
| 2. Ableitung im Bildbereich | {\displaystyle t^{2}f(t)\,} | {\displaystyle F^{\prime \prime }(s)\,} |
| {\displaystyle n^{te}} Ableitung im Bildbereich | {\displaystyle (-t)^{n}f(t)\,} | {\displaystyle F^{(n)}(s)\,} |
| Integration im Originalbereich | {\displaystyle \int _{0}^{t}f(u)\,\mathrm {d} u} {\displaystyle {\frac {1}{(n-1)!}}\int _{0}^{t}(t-q)^{n-1}f(q)\,\mathrm {d} q,\,\,n\geq 1} | {\displaystyle {\frac {1}{s}}F(s)} {\displaystyle {\frac {1}{s^{n}}}F(s),\,\,n\geq 1} |
| Integration im Bildbereich | {\displaystyle {\frac {1}{t}}f(t)} | {\displaystyle \int _{s}^{\infty }F(u)\,\mathrm {d} u} |
| Faltung im Originalbereich Multiplikation im Bildbereich | {\displaystyle \int _{0}^{t}f(u)\,g(t-u)\,\mathrm {d} u}                                                                                    | {\displaystyle F(s)\,G(s)} |
| Multiplikation im Originalbereich Faltung im Bildbereich | {\displaystyle f(t)\,g(t)} | {\displaystyle {\frac {1}{2\pi \mathrm {i} }}\int _{c-\mathrm {i} \infty }^{c+\mathrm {i} \infty }F(\sigma )\,G(s-\sigma )\,\mathrm {d} \sigma } konvergiert für {\displaystyle Re(s-\sigma )>\sigma _{G}} wobei {\displaystyle \sigma _{G}} größer als der Pol von G mit dem größten Realteil ist. |
| Periodische Funktion | {\displaystyle f(t)=f(t+T)\,} | {\displaystyle {\frac {1}{1-\mathrm {e} ^{-sT}}}\int _{0}^{T}f(t)\cdot \mathrm {e} ^{-st}\,\mathrm {d} t} |

### Korrespondenztabelle
Für die Originalfunktion gilt {\displaystyle f(t)=0\quad \forall \;t<0}.
| Funktionsname                                         | Originalfunktion {\displaystyle f(t)={\mathcal {L}}^{-1}\left\{F(s)\right\}}                           | Bildfunktion {\displaystyle F(s)={\mathcal {L}}\left\{f(t)\right\}}                   | Konvergenz- bereich                                                   |
| ----------------------------------------------------- | --- | ------------------------------------------------------------------------------------- | --------------------------------------------------------------------- |
| Diracsche Deltadistribution Einheitsimpuls            | {\displaystyle \delta (t)\,} {\displaystyle {\frac {\mathrm {d} ^{n}}{\mathrm {d} t^{n}}}\delta (t)\,} | {\displaystyle 1\,} {\displaystyle s^{n}\,}                                           | {\displaystyle s\in \mathbb {C} \,}                                   |
| Heavisidesche Sprungfunktion Einheitssprung           | {\displaystyle \Theta (t)\,}                                                                           | {\displaystyle {\frac {1}{s}}}                                                        | {\displaystyle \operatorname {Re} (s)>0}                              |
| Exponentialfunktion                                   | {\displaystyle \mathrm {e} ^{-at}\,}                                                                   | {\displaystyle {\frac {1}{s+a}}}                                                      | {\displaystyle \operatorname {Re} (s)>-a}                             |
| Exponentialverteilung                                 | {\displaystyle 1-\mathrm {e} ^{-at}\,}                                                                 | {\displaystyle {\frac {a}{s(s+a)}}}                                                   | {\displaystyle \operatorname {Re} (s)>-a}                             |
| 1-te Potenz                                           | {\displaystyle t\ }                                                                                    | {\displaystyle {\frac {1}{s^{2}}}}                                                    | {\displaystyle \operatorname {Re} (s)>0}                              |
| n-te Potenz                                           | {\displaystyle t^{n}\,}                                                                                | {\displaystyle {n! \over s^{n+1}}}                                                    | {\displaystyle \operatorname {Re} (s)>0}                              |
| Potenzreihe                                           | {\displaystyle \sum _{n=0}^{\infty }a_{n}(t-t_{0})^{n}\,}                                              | {\displaystyle \sum _{n=0}^{\infty }{\frac {a_{n}n!}{s^{n+1}}}\mathrm {e} ^{-t_{0}s}} | {\displaystyle \operatorname {Re} (s)>0}                              |
| Gedämpfte Potenzfunktion                              | {\displaystyle t\mathrm {e} ^{-at}\,}                                                                  | {\displaystyle {\frac {1}{(s+a)^{2}}}}                                                | {\displaystyle \operatorname {Re} (s)>-a}                             |
|                                                       | {\displaystyle t^{n}\mathrm {e} ^{-at}\,}                                                              | {\displaystyle {\frac {n!}{(s+a)^{n+1}}}}                                             | {\displaystyle \operatorname {Re} (s)>-a}                             |
|                                                       | {\displaystyle {\frac {t^{n-1}}{(n-1)!}}\cdot \mathrm {e} ^{-at}\,}                                    | {\displaystyle (s+a)^{-n}}                                                            | {\displaystyle \operatorname {Re} (s)>-a}                             |
| n-te Wurzel                                           | {\displaystyle {\sqrt[{n}]{t}}}                                                                        | {\displaystyle s^{-(n+1)/n}\cdot \Gamma \left(1+{\frac {1}{n}}\right)}                | {\displaystyle \operatorname {Re} (s)>0}                              |
| Sinus                                                 | {\displaystyle \sin(at)\,}                                                                             | {\displaystyle {\frac {a}{s^{2}+a^{2}}}}                                              | {\displaystyle \operatorname {Re} (s)>0}                              |
| Cosinus                                               | {\displaystyle \cos(at)\,}                                                                             | {\displaystyle {\frac {s}{s^{2}+a^{2}}}}                                              | {\displaystyle \operatorname {Re} (s)>0}                              |
| Sinus hyperbolicus                                    | {\displaystyle \sinh(at)\,}                                                                            | {\displaystyle {\frac {a}{s^{2}-a^{2}}}}                                              | {\displaystyle \operatorname {Re} (s)>\|a\|\ }                        |
| Cosinus hyperbolicus                                  | {\displaystyle \cosh(at)\,}                                                                            | {\displaystyle {\frac {s}{s^{2}-a^{2}}}}                                              | {\displaystyle \operatorname {Re} (s)>\|a\|\ }                        |
| Logarithmus naturalis                                 | {\displaystyle \ln(at)\,}                                                                              | {\displaystyle -{\frac {1}{s}}\left(\ln \left({\frac {s}{a}}\right)+\gamma \right)}   | {\displaystyle \operatorname {Re} (s)>0}                              |
| Bessel-Funktion erster Art der Ordnung 0              | {\displaystyle J_{0}(at)\,}                                                                            | {\displaystyle {\frac {1}{\sqrt {s^{2}+a^{2}}}}\,}                                    | {\displaystyle \operatorname {Re} (s)>0}                              |
| Modifizierte Bessel-Funktion erster Art der Ordnung 0 | {\displaystyle I_{0}(at)\,}                                                                            | {\displaystyle {\frac {1}{\sqrt {s^{2}-a^{2}}}}\,}                                    | {\displaystyle \operatorname {Re} (s)>\|a\|}                          |
| Bessel-Funktion erster Art der Ordnung n              | {\displaystyle J_{n}(at)\,}                                                                            | {\displaystyle {\frac {({\sqrt {s^{2}+a^{2}}}-s)^{n}}{a^{n}{\sqrt {s^{2}+a^{2}}}}}\,} | {\displaystyle \operatorname {Re} (s)>0} {\displaystyle (n>-1)\,}     |
| Modifizierte Bessel-Funktion erster Art der Ordnung n | {\displaystyle I_{n}(at)\,}                                                                            | {\displaystyle {\frac {(s-{\sqrt {s^{2}-a^{2}}})^{n}}{a^{n}{\sqrt {s^{2}-a^{2}}}}}\,} | {\displaystyle \operatorname {Re} (s)>\|a\|} {\displaystyle (n>-1)\,} |
| Laguerre-Polynome der Ordnung n                       | {\displaystyle L_{n}(at)\,}                                                                            | {\displaystyle {\frac {(s-a)^{n}}{s^{n+1}}}\,}                                        | {\displaystyle \operatorname {Re} (s)>0}                              |

## Beispiel
Im Folgenden ist die Lösung des Anfangswertproblems einer gewöhnlichen Differentialgleichung erster Ordnung mit konstanten Koeffizienten mit Hilfe der Laplace-Transformation dargestellt:
{\displaystyle {\frac {\mathrm {d} }{\mathrm {d} t}}f(t)+\lambda f(t)=0}
mit {\displaystyle f(0)=f_{0}}. Unter Ausnutzung der Linearität der Laplace-Transformation und des Verhaltens bei Ableitung im Ursprungsbereich (s. Tabelle der allgemeinen Eigenschaften) ist die Transformierte gegeben durch
{\displaystyle (sF(s)-f_{0})+\lambda F(s)=0\ \rightarrow \ F(s)={\frac {f_{0}}{s+\lambda }}}
mit {\displaystyle F(s)={\mathcal {L}}\{f(t)\}}. Die Rücktransformation in den Ursprungsbereich ist in obiger Korrespondenztabelle aufgeführt (s. Exponentialfunktion),
{\displaystyle f(t)=f_{0}\ {\mathcal {L}}^{-1}\left\{{\frac {1}{s+\lambda }}\right\}=f_{0}\mathrm {e} ^{-\lambda t}}
Obige Differentialgleichung beschreibt also einfache Wachstums- und Abnahmeprozesse und findet sich demnach in vielen Bereichen, u. a. in Natur-, Wirtschafts- und Sozialwissenschaften.

## Laplace-Transformation für Maße
Die Laplace-Transformation wird auch in der Wahrscheinlichkeitstheorie und der Maßtheorie als Transformation von Wahrscheinlichkeitsmaßen und von Maßen verwendet. Für ein endliches Maß {\displaystyle \mu } auf {\displaystyle [0,+\infty )} wird die Laplace-Transformation dabei definiert als
{\displaystyle {\mathcal {L}}_{\mu }(\lambda ):=\int \exp(-\lambda x)\mu (\mathrm {d} x)},
wobei {\displaystyle \lambda \geq 0} ist. Für ein zufälliges Maß {\displaystyle X} wird die Laplace-Transformierte definiert als
{\displaystyle {\mathcal {L}}_{X}(f)=\operatorname {E} \left(\exp \left(-\int f\,\mathrm {d} X\right)\right)}
für positive, reellwertige messbare Funktionen {\displaystyle f}.